# Achille Mauzan
Lucien Achille Mauzan né à Gap le 15 octobre 1883 et mort dans la même ville le 15 juin 1952 est un peintre, illustrateur, affichiste, sculpteur et écrivain français.
Il est rattaché au mouvement de l'Art déco.

## Biographie

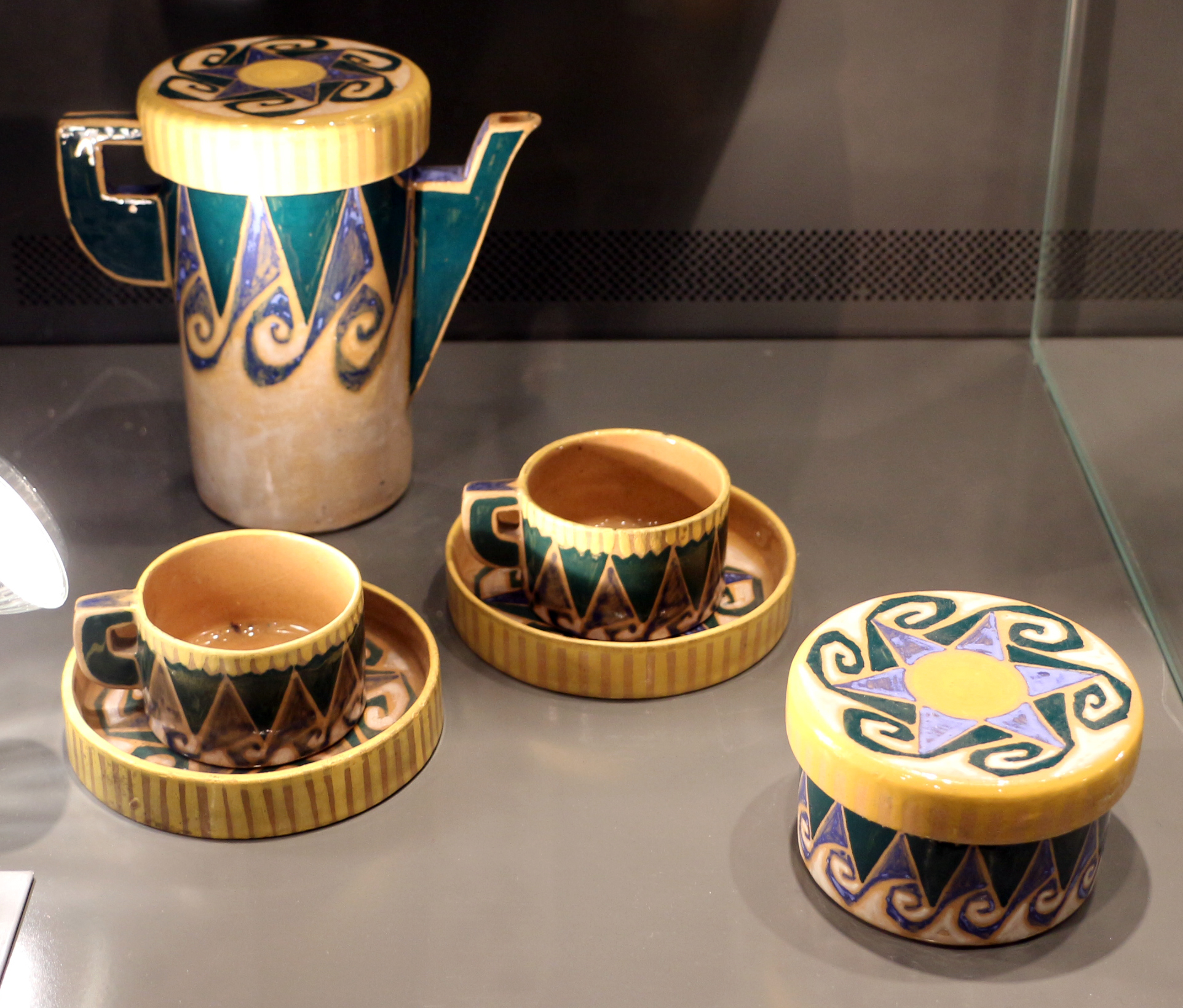
Service à café (1921), édité par le Laboratorio Nuova Ceramica Romana, Gênes,.

Achille Mauzan accomplit ses études de peinture à l'École des beaux-arts de Lyon.
En 1905, il voyage en Italie où il s'installe et commence à travailler. Ses productions sont essentiellement des illustrations de revues, des cartes postales, des bronzes ou encore des plâtres céramiques. Après un déménagement à Turin, il s'oriente vers la production pour l'industrie cinématographique naissante. Lithographe hors pair, il produit environ 1 500 affiches de films muets entre 1909 et 1913.
Il travaille à Milan de 1912 à 1917 pour la maison d'édition musicale Casa Ricordi. En 1917, il s'installe à Rome où il rencontre le céramiste Ferruccio Palazzi qui le dirige vers la céramique et l'invite à travailler dans sa manufacture, le Laboratorio Nuova Ceramica Romana (LNCR) sur la Piazza Venezia.
Durant la Première Guerre mondiale, il dessine des cartes postales et des affiches pour des campagnes d'emprunt.
De 1919 à 1923, il travaille pour l'imprimerie Maga (Giovanni Magagnoli), également éditeur.
Il fonde avec Morzenti sa propre maison d'édition pour ses affiches (Affiches Mauzan-Morzenti), société active de 1924 à 1927.
Il part pour Buenos Aires en 1927, où il organise une exposition personnelle. Il fonde sa société, la « Editorial Affiches Mauzan », et produit de nombreuses affiches. Il arrive ainsi au chiffre de 2 000 affiches réalisées et publiées. Il devient associé de l'agence Cosmos en 1930, laquelle lui crée une structure : « Nuevos Affiches Mauzan ».
L'année suivante, il organise l'exposition nouvelle du commerce et de l'industrie alimentaire et se lance dans un projet de musée historique à Buenos Aires.
Achille Mauzan quitte l'Argentine en 1932 pour rejoindre son épouse qui se meurt en Italie. Durant ses cinq années passées à Buenos Aires, il marque profondément l'art de l'affiche en Argentine où sa renommée est marquante.
Revenu en France, il s'installe à Paris en 1933, où il demeure inconnu. Des artistes comme Leonetto Cappiello, Jean d'Ylen, Cassandre, Charles Loupot, Jean Carlu et Paul Colin étant plus médiatique que lui, sa production sera très sporadique. De 1933 à 1935, il travaille sous contrat avec la Société Générale Publicité, puis avec Paris-Affiches.
Pendant la Seconde Guerre mondiale, après s'être partagé entre Paris et Gap, il se retire dans cette dernière où il se consacre intégralement à la peinture. Il publie un roman de science-fiction chez Arthaud, L'Hallucinant pouvoir de Rupert Saint-Georges, en 1945.

## Œuvres dans les collections publiques
- Callian, chapelle des Pénitents : Le brigand Cartouche, roi des cœurs.
- Fayence, centre culturel : L'Insolite.
- Mons, office du tourisme : cartes postales.
- Montauroux, mairie : ses œuvres marquantes[Lesquelles ?].
- Saint-Raphaël, Centre culturel et salle Marcel Pagnol : fonds d'affiches publicitaires.
- Seillans, espace Waldberg : Femmes, fleurs et parfums.
- Tanneron, office du tourisme : cartes postales originales.

## Hommage
Un des collèges de Gap, sa ville natale, porte son nom.